# Diocesi di Matagalpa
La diocesi di Matagalpa (in latino: Dioecesis Matagalpensis) è una sede della Chiesa cattolica in Nicaragua suffraganea dell'arcidiocesi di Managua. Nel 2021 contava 615.685 battezzati su 643.000 abitanti. È retta dal vescovo Rolando José Álvarez Lagos.

## Territorio
La diocesi comprende il dipartimento di Matagalpa nella parte centrale del Nicaragua.
Sede vescovile è la città di Matagalpa, dove si trova la cattedrale di San Pietro.
Il territorio si estende su una superficie di 6.804 km² ed è suddiviso in 28 parrocchie.

## Storia
La diocesi è stata eretta il 19 dicembre 1924 con la bolla Animarum saluti di papa Pio XI, ricavandone il territorio dall'arcidiocesi di Managua.
Il 18 giugno 1982 ha ceduto una porzione del suo territorio a vantaggio dell'erezione della prelatura territoriale di Jinotega (oggi diocesi).
Il vescovo Rolando José Álvarez Lagos, ritenuto oppositore del governo di Daniel Ortega, nel febbraio 2023 è stato condannato da un tribunale nicaraguense a 26 anni di carcere, con l'accusa di essere un traditore della patria e di aver cospirato per minare l'integrità nazionale.

## Cronotassi dei vescovi
Si omettono i periodi di sede vacante non superiori ai 2 anni o non storicamente accertati.
- Isidro Carrillo y Salazar † (24 dicembre 1924 - 16 aprile 1931 deceduto)
- Vicente Alejandro González y Robleto † (29 gennaio 1932 - 9 aprile 1938 nominato arcivescovo coadiutore di Managua[2])
- Isidro Augusto Oviedo y Reyes † (11 dicembre 1939 - 17 novembre 1946 nominato vescovo di León en Nicaragua)
- Octavio José Calderón y Padilla † (13 giugno 1946 - 22 giugno 1970 dimesso[3])
- Julián Luis Barni Spotti, O.F.M. † (22 giugno 1970 - 18 giugno 1982 nominato vescovo di León en Nicaragua)
- Carlos José Santi Brugia, O.F.M. † (18 giugno 1982 - 15 maggio 1991 deceduto)
- Leopoldo José Brenes Solórzano (2 novembre 1991 - 1º aprile 2005 nominato arcivescovo di Managua)
- Jorge Solórzano Pérez (15 ottobre 2005 - 11 marzo 2010 nominato vescovo di Granada)
- Rolando José Álvarez Lagos, dall'8 marzo 2011

## Statistiche
La diocesi nel 2021 su una popolazione di 643.000 persone contava 615.685 battezzati, corrispondenti al 95,8% del totale.
| anno | popolazione | popolazione | popolazione | presbiteri | presbiteri | presbiteri | presbiteri                | diaconi | religiosi | religiosi | parrocchie |
| anno | battezzati  | totale      | %           | numero     | secolari   | regolari   | battezzati per presbitero | diaconi | uomini    | donne     | parrocchie |
| ---- | ----------- | ----------- | ----------- | ---------- | ---------- | ---------- | ------------------------- | ------- | --------- | --------- | ---------- |
| 1949 | 239.500     | 240.000     | 99,8        | 11         | 11         |            | 21.772                    |         |           | 17        | 14         |
| 1962 | 227.700     | 230.000     | 99,0        | 19         | 12         | 7          | 11.984                    |         | 10        | 37        | 14         |
| 1970 | 268.000     | 280.000     | 95,7        | 17         | 9          | 8          | 15.764                    |         | 12        | 56        | 15         |
| 1976 | 246.500     | 286.000     | 86,2        | 23         | 12         | 11         | 10.717                    |         | 22        | 53        | 15         |
| 1980 | 274.350     | 325.500     | 84,3        | 23         | 12         | 11         | 11.928                    |         | 24        | 46        | 17         |
| 1990 | 280.000     | 290.000     | 96,6        | 19         | 6          | 13         | 14.736                    |         | 14        | 49        | 13         |
| 1999 | 310.000     | 325.000     | 95,4        | 23         | 14         | 9          | 13.478                    |         | 12        | 72        | 13         |
| 2000 | 314.000     | 330.000     | 95,2        | 19         | 10         | 9          | 16.526                    |         | 12        | 52        | 14         |
| 2001 | 480.000     | 500.000     | 96,0        | 24         | 12         | 12         | 20.000                    |         | 16        | 70        | 14         |
| 2003 | 480.000     | 500.000     | 96,0        | 28         | 16         | 12         | 17.142                    |         | 16        | 75        | 15         |
| 2004 | 480.000     | 500.000     | 96,0        | 27         | 16         | 11         | 17.777                    |         | 15        | 55        | 15         |
| 2013 | 558.000     | 582.000     | 95,9        | 41         | 29         | 12         | 13.609                    |         | 17        | 62        | 25         |
| 2016 | 586.000     | 611.000     | 95,9        | 47         | 33         | 14         | 12.468                    |         | 15        | 70        | 27         |
| 2019 | 603.360     | 629.900     | 95,8        | 51         | 37         | 14         | 11.830                    |         | 14        | 90        | 28         |
| 2021 | 615.685     | 643.000     | 95,8        | 55         | 41         | 14         | 11.194                    |         | 14        | 76        | 28         |